# 坦普尔1号彗星
坦普尔1号彗星是一颗周期彗星(先前编号为9P/Tempel 1)。

## 發現
坦普爾1號彗星是1867年4月3日由一名在马赛工作的德国天文学家恩斯特·威廉·勒伯莱希特·坦普尔(Ernst Wilhelm Leberecht Tempel)所首次发现的。当初在发现时，坦普尔1号彗星每5.68年内接近一次近日点。在随后1873年至1879年的观测中发现，坦普尔1号彗星的轨道有时非常接近木星以至于其轨道周期因受引力影响而发生改变。这种情况在1881年发生了一次，轨道周期延长为6.5年。同时近日点也发生了改变， 距离增长了5000万千米，这导致这颗彗星从地球看来更不易见。以至当年的天文学家因为无法继续跟踪其轨道而断言其已经解体。
坦普尔1号彗星直到1960年代才被美国天文学家布萊恩·馬斯登（Brian G. Marsden）在考虑木星扰动后借助精确的彗星轨道计算而重新“发现”，现在的轨道周期是5.5年。

## 性質
坦普尔1号彗星并非是一颗明亮的彗星；其最大星等大约为+11，远远低于裸眼可视范围。经由哈勃天文望远镜使用可见光和史匹哲太空望遠鏡的红外线观测後，其大小据信约为14乘4千米(8.7乘2.5英里)。这些观测也发现其反照率只有4%。自转周期为两日。

## 探測
美国东部时间2005年7月4日美国独立日当天(PDT时间2005年7月3日)，NASA发射的深度撞击号探测器撞击了坦普尔1号彗星。地面和太空望远镜在撞击发生时观测到彗星亮度增大了一些数量级, 深度撞击号观测器记录下了撞击处发出的明亮光芒.
撞击形成的弹坑细节还没有详细报告。据信弹坑可能直径200米深度30-50米，但依据坦普尔1号彗星的结构与物质构成的不同，形成的弹坑也可能会小的多。该次任务的目的是研究彗核的内部成分。